# Veronavelifer sorbinii
Veronavelifer sorbinii (лат.) — вид вымерших морских лучепёрых рыб из семейства велиферовых (Veliferidae) отряда опахообразных (Lampriformes). Единственный вид рода Veronavelifer. Окаменелости найдены в Италии (лагерштетт Болька) в слоях нижнего эоцена (ипрский ярус). Этот вид близок к ныне живущему Metavelifer multiradiatus, с которым он объединяется в подсемейство Metaveliferinae.